# Li Zhiqiang
Li Zhiqiang és un esportista xinès que va competir en judo, guanyador d'una medalla de bronze al Campionat Asiàtic de Judo de 1999 en la categoria de –90 kg.

## Palmarès internacional
| Campionat Asiàtic | Campionat Asiàtic          | Campionat Asiàtic | Campionat Asiàtic |
| Any               | Lloc                       | Medalla           | Categoria         |
| ----------------- | -------------------------- | ----------------- | ----------------- |
| 1999              | Wenzhou ( R.P. de la Xina) | 3                 | –90 kg            |